# Antoinette Kebi-Mounkala
Antoinette Kebi-Mounkala, née le 27 octobre 1954 à Dolisie en république du Congo, est une juriste et personnalité politique congolaise.
Elle est secrétaire exécutive du Conseil consultatif de la femme depuis 2018.

## Biographie

### Formation
Après des études secondaires au lycée technique du 1er mai de Brazzaville, Antoinette Kebi obtient son Baccalauréat en techniques administratives en 1974. Elle intègre ensuite l’ECSEDI dont elle obtiendra un Graduat (BTS) de secrétariat de direction. Elle obtient par la suite un diplôme de fin d’étude de l’Académie européenne des secrétaires à Bruxelles en 1977.
En 1980, elle décroche une licence de droit privé. En 1987, elle finalise son doctorat en droit après avoir soutenu une thèse sous la direction du professeur Youri Markovitch Kozlov à l'université d'Etat Lomonossov de Moscou.

### Carrière professionnelle
De 1977 à 1981, Antoinette Kebi occupe les fonctions de secrétaire de direction à l’Union africaine des postes et télécommunications.
De 1991 à 2019, elle est enseignant permanent à la faculté de droit de l’université Marien Ngouabi de Brazzaville. Elle y enseignera principalement les régimes matrimoniaux et les successions et occupera successivement le poste de chef de département de droit privé, de 1996 à 2001, puis celui de chef de cabinet du recteur de l’université, de 2002 à 2003.
En 2001, à la suite des conflits armés ayant endeuillé le Congo, sera créé le haut-commissariat à la Réinsertion des ex-combattants. De 2005 à 2011, Antoinette Kebi y occupera les fonctions de :
- Conseillère administrative et juridique du haut-commissaire à la Réinsertion des ex-combattants, de (2001-2005) ;
- Coordonnatrice de la composante prévention et règlement des conflits du Programme national de désarmement, démobilisation et réinsertion des ex-combattants (PNDDR), (2005-2009) ;
- Conseillère administrative et juridique du haut-commissaire à la Réinsertion des ex-combattants (2009-2010) ;
- Directrice de cabinet du haut-commissaire à la Réinsertion des ex-combattants (2010-2011).

#### Autres fonctions
En Septembre 2016, elle est nommée par le chef de l’État Denis Sassou Nguesso, conseillère du président de la République, chef du département de la Promotion de la femme, de la famille et des groupes vulnérables.
En 2017, cumulativement avec sa fonction de conseillère du président de la République, elle est directrice générale du partenariat au ministère du Plan, de la statistique et de l’intégration régionale; poste qu'elle occupera jusqu'à sa nomination par le chef de l’État congolais, en décembre 2018 en tant que secrétaire exécutive du Conseil consultatif de la femme, un des organes institué par la nouvelle Constitution du 25 octobre 2015, dont l'objectif est d'émettre des avis au président de la République et des suggestions au gouvernement afin de promouvoir et d'intégrer les femmes au développement du pays.

### Carrière politique
En 2014, l'initiative politique d'Antoinette Kebi est soulignée dans la thèse Genre et Paix ! Les femmes dans la résolution des conflits au Congo-Brazzaville du sociologue Maixent Cyr Itoua Ondet, sous la direction de Serge Dufoulon à l'université de Grenoble. Elle est membre du bureau politique du Parti congolais du travail (PCT).

### Engagement pour la démocratie
En 2009, Antoinette Kebi, alors coordonnatrice du Programme de Désarmement, Démobilisation et Réinsertion (PNDDR)déclare à Gabonews à cette période : « Chaque fois, il faut dialoguer, faire comprendre aux différentes personnes surtout les politiques que le pouvoir ne se trouve pas au bout du canon mais s'acquiert par la voie des urnes ».

### Engagement pour les femmes
Antoinette Kebi encourage les femmes à s'engager en politique. En 2017 elle déclare lors d'une conférence avec les femmes des partis politiques organisée par le Centre de promotion de la femme en politique, dirigé par Émilienne Raoul, que les femmes ne devraient pas s'engager en politique de manière hasardeuse, mais le faire en se formant en la matière.
Elle fait partie de la division de la condition féminine au Parti congolais du travail (PCT) et occupera la charge de Secrétaire exécutive nationale par intérim de l'organisation féminine de ce parti: l'Organisation des femmes du Congo (OFC), succédant à Jeanne Sarah Dambendzet, nommée ambassadrice du Congo en Italie. Elle était jusqu'alors secrétaire à l'organisation et à la mobilisation de cet organe. En novembre 2020, à l'issue du premier congrès extraordinaire de l'OFC, elle passera le flambeau à Inès Nefer Bertille Ingani et sera remplacée au poste de secrétaire à l'organisation et à la mobilisation par Chantal Nkodia. 
Lors du 5e congrès ordinaire du PCT en 2019, en sa qualité de secrétaire à l'organisation et à la mobilisation et secrétaire exécutive nationale intérimaire de l'Organisation des femmes du Congo (OFC), elle plaide pour une réelle implication de la femme au développement. Elle dénonce la faible représentativité de celles-ci dans les sphère de gouvernance et exhorte les congressistes à veiller au respect d'un quota d'au moins 30% de femmes tant au plan administratif que politique. Un discours qu'elle continue de porter lors de ces différents échanges avec les femmes engagées politiquement.
En sa qualité de secrétaire exécutive du Conseil consultatif de la femme, elle échange avec les acteurs du système des Nations unies au Congo, sur ses différentes activités notamment.
Elle s'attache notamment à sensibiliser à la conciliation de la vie familiale et de la vie professionnelle, notamment dans des milieux peu féminisés comme l'action publique, l'armée, l'agriculture, les sociétés savantes et religieuses.
La question de la représentativité des femmes dans les sphères de décision reste un de ses cheval de bataille, sa vision de l'émancipation des femmes est attachée à un respect des croyances de chacun.

## Vie privée
Antoinette Kebi est mariée et mère de cinq enfants.

## Ouvrages
- Antoinette Kebi-Mounkala, Droit congolais de la famille. Filiation, régimes matrimoniaux, successions et libéralités, L'Harmattan, coll. Études africaines, 2008, 285p
- Antoinette Kebi-Mounkala, « La situation successorale du conjoint survivant au Congo », Ann. Univ. M. NGouabi, n° 1, vol 3, Sciences Juridiques et Politiques, 2002, pp. 45-54
- Antoinette Kebi-Mounkala, « Les régimes matrimoniaux ou les difficultés d'un choix », Revue Congolaise de droit, n°15-16, 1994, pp.71-83